# حمان (تعز)
حمان هي إحدى قرى الجمهورية اليمنية. تتبع جغرافيا لمحافظة تعز وإداريًا لمديرية سامع. يبلغ تعداد سكانها 1705 نسمة حسب الإحصاء الذي أجري عام 2004.